# NGC 683
NGC 683 este o galaxie spirală situată în constelația Berbecul. A fost descoperită în 17 octombrie 1825 de către John Herschel.